# Alan Kimble
Alan Frank Kimble (* 6. August 1966 in Poole) ist ein ehemaliger englischer Fußballspieler und heutiger Trainer.

## Spielerkarriere
Der frühere Abwehrspieler Alan Kimble startete seine Karriere 1984 zusammen mit seinem Zwillingsbruder Garry Kimble bei Charlton Athletic. Der Verein befand sich in diesem Jahr in höchster finanzieller Not und wurde deshalb nochmals neu gegründet. Beide Spieler wurden zusammen an Exeter City ausgeliehen und wechselten später zu Cambridge United. Nach einem Jahr trennten sich ihre Wege bei diesem Verein. Bis 1993 spielte Alan Kimble 299 Ligaspiele für Cambridge und erzielte dabei 24 Tore. Dies sollten die einzigen Ligatore in seiner weiteren Karriere bleiben. Der Verteidiger war maßgeblich am Erfolg des kleinen englischen Vereins beteiligt, der 1992 den fünften Platz in der Second Division erreichte. Nach dem Scheitern der Qualifikation für die Premier League wechselte Kimble 1993 in selbige. Er wurde vom FC Wimbledon verpflichtet. In den folgenden neun Jahren absolvierte er 215 Ligaspiele für diesen Verein und spielte dabei mit bekannten Größen wie Vinnie Jones, John Fashanu oder John Hartson. Es folgte ein Leihgeschäft zu Peterborough United und 2002 der Wechsel zu Luton Town. Am Ende seiner aktiven Laufbahn spielte er noch für die unterklassigen Vereine Dagenham & Redbridge und Heybridge Swifts.

## Trainerkarriere
Von Liam Daish, seinem ehemaligen Mannschaftskollege bei Cambridge, wurde er im März 2005 zu Gravesend & Northfleet geholt, wo Kimble bis 2009 der Co-Trainer des Iren war. 2007 hatte sich der Verein in Ebbsfleet United umbenannt.